# 324 Bamberga
324 Bamberga је астероид главног астероидног појаса са пречником од приближно 229,44 km.
Афел астероида је на удаљености од 3,589 астрономских јединица (АЈ) од Сунца, а перихел на 1,779 АЈ.
Ексцентрицитет орбите износи 0,337, инклинација (нагиб) орбите у односу на раван еклиптике 11,108 степени, а орбитални период износи 1606,527 дана (4,398 године).
Апсолутна магнитуда астероида је 6,82 а геометријски албедо 0,062.
Астероид је откривен 25. фебруара 1892. године.